# Thinophilus quadrisetus
Thinophilus quadrisetus är en tvåvingeart som beskrevs av Octave Parent 1936. Thinophilus quadrisetus ingår i släktet Thinophilus och familjen styltflugor.
Artens utbredningsområde är Kongo. Inga underarter finns listade i Catalogue of Life.